# Mason Gamble
Mason Gamble (Chicago, Illinois, 1986. január 16. –) amerikai színész.

## Fiatalkora és pályafutása
1986. január 16-án született az Illinois állambeli Chicagoban.
Gyermekszínészként kezdte pályáját, ismertté az 1993-ban bemutatott Dennis, a komisz című vígjáték tette, melyben Walter Matthauval szerepelt. Első felnőtt alakítását az Anya csengője című drámában nyújtotta, melyért elnyerte az Ifjú Művészek Díját is. Ma főként színpadi szerepeket vállal.

## Filmográfia

### Film
| Év   | Magyar cím             | Eredeti cím              | Szerep                   | Magyar hang      |
| ---- | ---------------------- | ------------------------ | ------------------------ | ---------------- |
| 1993 | Dennis, a komisz       | Dennis the Menace        | Dennis Mitchell          | Szalay Csongor   |
| 1996 |                        | Just in Time             | Noah                     |                  |
| 1996 | Drágám, add az életed! | Spy Hard                 | Makaluki                 | Előd Álmos       |
| 1996 | Rossz hold             | Bad Moon                 | Brett                    | Strausz Ákos     |
| 1997 | Gattaca                | Gattaca                  | Vincent Freeman fiatalon |                  |
| 1998 | Okostojás              | Rushmore                 | Dirk Calloway            | Bíró Attila      |
| 1999 | A szomszéd             | Arlington Road           | Brady Lang               | Stukovszky Tamás |
| 2001 | Asszonysorsok          | The Rising Place         | Franklin Pou (12 évesen) |                  |
| 2002 |                        | A Gentleman's Game       | Timmy Price              |                  |
| 2004 | Dee Dee Rutherford     | The Trouble with Dee Dee | Christopher Rutherford   | Szabó Máté       |
| 2011 |                        | Golf in the Kingdom      | Michael Murphy           |                  |

### Televízió
| Év   | Magyar cím                          | Eredeti cím                        | Szerep        | Megjegyzések |
| ---- | ----------------------------------- | ---------------------------------- | ------------- | ------------ |
| 1996 | A kiválasztott – Az amerikai látnok | Early Edition                      | Bryce Porter  | 1 epizód     |
| 1997 | Vészhelyzet                         | ER                                 | Robert Potter | 1 epizód     |
| 1999 | Anya csengője                       | Anya's Bell                        | Scott Rhymes  | tévéfilm     |
| 2001 | Kate Brasher                        | Kate Brasher                       | Elvis Brasher | 6 epizód     |
| 2001 |                                     | Hollywood Remembers Walter Matthau | önmaga        | tévéfilm     |
| 2005 | Magánügyek                          | Close to Home                      | Derrick Adler | 1 epizód     |
| 2006 | CSI: Miami helyszínelők             | CSI: Miami                         | Scott Satlin  | 1 epizód     |